# 守护解放西
《守护解放西》（全称《星城卫士·守护解放西》，前称《使命召唤》；因冠名赞助因素，亦称《沃尔沃S60·守护解放西》）是上海宽娱数码科技有限公司、中广天择传媒股份有限公司与长沙市公安局共同制作的一部警务类纪实真人秀，亦是中国第一档警务纪实观察类真人秀。至2024年，该节目已制作五季。
节目第一季共有10集，以长沙市公安局天心分局坡子街派出所的民警、辅警为核心，讲述该座临近中国湖南省长沙市天心区重要商业街区解放西路的派出所的日常警务工作。首集节目于2019年9月14日20:00在哔哩哔哩上线播放，此后于每星期六晚间在该平台更新一集。节目第二季则是在第一季基础上，将拍摄场景拓展至坡子街派出所辖下之八角亭警务室，以及长沙市公安局特警支队、“星城快警”平台及交通警察支队监控中心，并加强民众参与、多警种工作场景等内容之呈现。首集节目于2020年10月30日20:00在哔哩哔哩上线播放，此后于每星期五晚间在该平台更新一集。节目第三季则加入了对水警、法医等警种的呈现，同时增设了由罗翔主讲的点评环节；首集节目于2022年1月7日20:00于哔哩哔哩上线播映，此后仍于每星期五晚间在该平台更新一集。

## 节目播放情况
| 播出平台     | 播放日期                     | 播放时间        | 备注                                                       |
| ------------ | ---------------------------- | --------------- | ---------------------------------------------------------- |
| 哔哩哔哩     | 2019年9月14日－11月16日      | 每周六20:00     | 第一季                                                     |
| 哔哩哔哩     | 2020年10月30日－2021年1月1日 | 每周五20:00     | 第二季                                                     |
| 哔哩哔哩     | 2022年1月7日－3月11日        | 每周五20:00     | 第三季                                                     |
| 长沙政法频道 | 2020年1月1日－10日           | 每日19:02       | 第一季                                                     |
| CCTV-12      | 2020年7月20日－31日          | 每周一至五20:57 | 第一季；以《派出所的故事——解放西路》名义在《天网》节目播映 |

## 分集标题

### 第一季
| 集数 | 标题       | 首播日期       |
| ---- | ---------- | -------------- |
| 1    | 守护不打烊 | 2019年9月14日  |
| 2    | 星城奇事多 | 2019年9月21日  |
| 3    | 失控与自控 | 2019年9月28日  |
| 4    | 守望绚烂   | 2019年10月5日  |
| 5    | 雷霆扫毒   | 2019年10月12日 |
| 6    | 铁汉也柔情 | 2019年10月19日 |
| 7    | 玫瑰需带刺 | 2019年10月26日 |
| 8    | 青春别迷茫 | 2019年11月2日  |
| 9    | 全力追缉   | 2019年11月9日  |
| 10   | 我们的选择 | 2019年11月16日 |

### 第二季
| 集数 | 标题         | 首播日期       |
| ---- | ------------ | -------------- |
| 1    | 解放西归来   | 2020年10月30日 |
| 2    | 情迷解放西   | 2020年11月6日  |
| 3    | 街头守护者   | 2020年11月13日 |
| 4    | 迷惑行为大赏 | 2020年11月20日 |
| 5    | 迷航的青春   | 2020年11月27日 |
| 6    | 看不见的角落 | 2020年12月4日  |
| 7    | 守护繁华     | 2020年12月11日 |
| 8    | 全程追缉     | 2020年12月18日 |
| 9    | 一念之差     | 2020年12月25日 |
| 10   | 幸福的名义   | 2021年1月1日   |

### 第三季
| 集数 | 标题         | 首播日期      |
| ---- | ------------ | ------------- |
| 1    | 解放西新番   | 2022年1月7日  |
| 2    | 危险关系     | 2022年1月14日 |
| 3    | 治青春       | 2022年1月21日 |
| 4    | 意外之外     | 2022年1月28日 |
| 5    | ”醉“后的代价 | 2022年2月4日  |
| 6    | 被支配的心瘾 | 2022年2月11日 |
| 7    | 千“谎”百计   | 2022年2月18日 |
| 8    | 欲望的诱惑   | 2022年2月25日 |
| 9    | 温暖守护     | 2022年3月4日  |
| 10   | 藏蓝的荣耀   | 2022年3月11日 |

## 制作
该节目由中广天择传媒参与制作。由于中广天择的主要人员来自于中国大陆首家专业法制类电视频道——长沙政法频道，因此拥有丰富的政法资源，而董事长曾雄也是随警记者出身，也为《守护解放西》提供了制作优势。

## 反响与评价
该节目于9月14日上线后不久，即成为首播当周哔哩哔哩纪录片频道点播量排行榜的榜首。至2019年10月12日，该片的观赏人数为1400万余人次。该片获得了网民的普遍正面评价，甚至出现第一集甫上线就被“催更”第二集的情形；而截至2019年9月17日，该片在哔哩哔哩上的评分为9.5分。截至2023年底，《守护解放西》系列在哔哩哔哩累计播放超过11亿次。
《人民公安报》于2019年10月21日刊登的评论中指该节目“定位于‘真’，注重于‘新’，落脚于‘暖’”，并认为该片较《巡逻现场实录2018》更贴近年轻受众，但亦认为该片在字幕、剪辑等方面仍留存有一些娱乐化特征。而北京大学视听传播研究中心主任陆地则指该片对警察形象及行业进行了“真实、立体、全面”的描绘，并以此起到“社会润滑剂”作用，及有助于打破“警民对立”之传统思维。
线下影响方面，坡子街派出所在第一季节目启播后便成为解放西商圈的热门目的地，时常会有外地观众专程造访，以求与派出所拍摄合影。2024年五一假期期间，有大量游客到坡子街派出所打卡，并做出蹲下抱头的姿势拍照，以示假装被抓。早在2022年初，坡子街派出所门口曾立过提示牌，提示游客文明参观。